# ハルグチュク・タイジ
ハルグチュク・タイジ(モンゴル語: Qarγučuγ tayiǰi、中国語: 哈剌苦出、? - 1452年)とは、北元時代におけるモンゴルの皇族。バヤン・モンケ・ボルフ晋王の父、ダヤン・ハーンの祖父に当たる。ハラグチャグ太子(Qarγučaγ tayiǰi)とも表記される。

## 生涯

### 生い立ち
ハルグチュクはアジャイ（アジャイ・タイジ、アジャイ太子）の次男アクバルジ・ジノンの長男として生まれた。アジャイ・タイジには長男トクトア・ブハ、次男アクバルジ、三男マンドゥールンという3人の息子があり、この内トクトア・ブハはドルベン・オイラト(オイラト部族連合)の統治者エセン・タイシに推戴されてタイスン・ハーンとして即位した。タイスン・ハーンの即位にともなってアクバルジ、ハルグチュク父子もオイラト内で繁栄し、ハルグチュクはトゴン・タイシの息子エセンの娘を娶るまでになった。
トゴン・タイシが亡くなりその息子エセンがドルベン・オイラト指導者の地位とタイシの称号を受け継ぐと、タイスン・ハーンと協力して土木の変を引き起こすなど更に勢力を拡大した。しかし、やがてハーンでありながら絶対的な権力を有しないことに不満を持つタイスン・ハーンと、傀儡ハーンであるはずのタイスンが自らの統制を離れつつあることに危機感を抱いたエセンとの間で対立が生じ、遂には両者が軍事的に衝突する事態に発展した。

### モンゴルとオイラトの決戦
モンゴル年代記によると、タイスン・ハーン率いるモンゴル軍とエセン・タイシ率いるオイラト軍は干戈を交えたが決着がつかず、両軍は対陣したまま膠着状態に陥った。
モンゴル側ではタイスン・ハーンとアクバルジ・ジノンがオイラトと和議を結ぼうとしたところ、遅れてきたアオハン部のサダクチン・セチェンがオイラトに対する徹底抗戦を主張しハルグチュクもこれに賛成したが、タイスン・ハーンはこの意見を却下した。この後、タイスン・ハーンは自らの下から脱走してアクバルジ・ジノンの下に身を寄せていたアラクチュトのチャガンを返せとアクバルジ・ジノンに要求したが、アクバルジ・ジノンは返さず、そのためタイスン・ハーンは力ずくでチャガンを取り返してしまった。この一件でアクバルジ・ジノンは兄タイスン・ハーンに対する不満を募らせた。
一方、オイラト側ではテレングス部のアブドラ・セチェンがモンゴルに離間工作をしかけることで、モンゴルの内部分裂を誘う計略を立案した。この計略を実行するに当たって、アブドラ・セチェンは「タイスン・ハーンは賢明だから見破るであろう。アクバルジ・ジノンは愚かである。彼を騙してみよう。邪魔なのは彼の息子ハルグチュクだ。見破るであろう。彼をいかにして騙そうか。正否は運に任せよう」と語り、アクバルジ・ジノンの帳幕を訪れた。アブドラ・セチェンはオイラトがアクバルジ・ジノンを高く評価していること、タイスン・ハーンがアクバルジ・ジノンを不当に冷遇していることを語り、オイラトに味方するよう説得した。
アクバルジ・ジノンはかつてジノンに就任した時タイスン・ハーンが盲目の黒い駱駝に乗らせたことや、アラクチュトのチャガンを奪われたことを想起してタイスン・ハーンに対する怒りを募らせ、遂にはタイスン・ハーンに対する離反を決意した。アクバルジ・ジノンの相談を受けていたハルグチュクはこれを聞いてタイスン・ハーンを裏切ってオイラトに味方すれば名誉を失うことになると反対したが、アクバルジ・ジノンはこれに耳を貸さず使者を派遣してオイラトに味方すると伝えた。アクバルジ・ジノンの裏切りを切っ掛けとしてモンゴル軍は大敗し、タイスン・ハーンは殺された。

### アクバルジ、ハルグチュク父子の死
オイラトはタイスン・ハーンを殺しモンゴルを併合することに成功したものの、アクバルジ・ジノンはその汚いやり口によってモンゴル人からもオイラト人からも嘲笑を受け、「アクバルジ・ジノンは驢馬になった」語られた。
一方、アブドラ・セチェンを始めとするオイラトの有力者達は
と語り、アクバルジ・ジノンとハルグチュク・タイジの父子を殺そうとした。エセン・タイシは自らの娘がハルグチュクに嫁いでいたため、ハルグチュクは助命しようとしたが、アブドラ・セチェンの反対にあって断念した。そこでオイラトはアクバルジにハーンに即位してジノン号はエセン・タイシに譲るよう勧め、ハルグチュクはこれ反対したがアクバルジはこの勧めを受け容れ、ハーンに即位する式典の中でアクバルジ・ジノンはオイラトに謀殺された。
ハルグチュクは父に反対して式典に参加しなかったため謀殺を免れ、自らのノコル(僚友)であるナガチュを派遣して父アクバルジが殺された事を知り、すぐに逃げ出した。
これを悟ったオイラトが三十人の追っ手を差し向けたため、ハルグチュクとナガチュの二人はオンゴン・ハヤ・ハブチャガイという地に立て籠もった。まずオイラトのシルビスのバートル・トゥリンという者が二重に鎧を着込んでやってくると、ナガチュがこれを射殺した。次にトルグートのチェレク・トゥルゲンが三重に鎧を着込んでやってきたが、今度はハルグチュクが心臓を狙って射殺し、他の者達は逃げ出してしまった。
そこでハルグチュクたちはエセンの持つ馬を盗み出し、ハルグチュクはブーラ・ガブシャクという黑馬に乗り、ナガチュはエレメク・シルガクチンという栗毛の馬に乗ってトクモクを目指して逃げていった。ハルグチュクはトクモクでアク・モンケという人物に気に入られ、そこでしばらく暮らしたが、アク・モンケの弟イェクシ・モンケがハルグチュクに嫉妬して殺害してしまった。

## 死後
同時期、エセンは自らがハーン位に即くために多くのチンギス・カン裔を殺戮したが、自らの娘セチェク妃子とハルグチュク・タイジの長男バヤン・モンケのみは殺戮を免れて生き残った。バヤン・モンケからはハルグチュクの孫となる長男バトゥ・モンケ（モンゴル中興の祖であるダヤン・ハーン）が生まれ、ダヤン・ハーンの治世中である16世紀初めにモンゴルは再統一を達成し、再興を果たした。

## 明朝の記録
また、明朝の漢文史料によると、景泰三年（1452年）にトクトア・ブハ(脱脱不花王)と対立したエセン(也先)がこれを殺して「外甥阿八丁王的男(エセンの外甥で、アクバルジの息子＝ハルグチュク)」をハーンに擁立しようと企んだこと、同年9月には「脱脱不花王的弟男(トクトア・ブハの弟の息子＝ハルグチュク」が亡くなったことを記している。この記述から、一連の事件及びハルグチュク・タイジの死が生じたのは1452年のことであると確認される。